# Protracheoniscus latus
Protracheoniscus latus är en kräftdjursart som beskrevs av Karl Wilhelm Verhoeff1930. Protracheoniscus latus ingår i släktet Protracheoniscus och familjen Trachelipodidae. Inga underarter finns listade i Catalogue of Life.